# Automia
Automia è stato un programma televisivo italiano di genere varietà, in onda su Rai 2 la domenica dalle 12:30 alle 13:00 per una sola edizione, dal 31 ottobre al 28 dicembre 1988, condotto da Sandra Milo.

## Il programma
Il programma affrontava argomenti legati al mondo dell'automobile, della guida e delle novità in fatto di motori: ad esempio, in una puntata venne affrontato l'argomento delle tecniche di verifica della guida in stato di ebbrezza. I telespettatori venivano coinvolti in un gioco a premi inerente all'argomento trattato, al quale potevano partecipare telefonando da casa..